# Rue Henkart
La rue Henkart est une rue du quartier administratif du Centre de Liège (Belgique) reliant la rue Saint-Gilles à la rue Reynier.

## Odonymie
Depuis 1863, la rue rend hommage à Pierre-Joseph Henkart né en 1761 et mort en 1815 à l'âge de 54 ans, écrivain et juriste actif lors de la révolution liégeoise. Auparavant, la rue s'appelait la rue du Palais et, encore avant, la rue aux Ânes, section la plus basse de la rue Chevaufosse. La rue est tracée sur la carte Ferraris de 1777 et est sans doute bien antérieure à cette époque.

## Situation et description
Cette courte voie pavée et rectiligne s'extrait de la rue Saint-Gilles pour monter en douceur vers la rue Reynier et se prolonger par la rue Chevaufosse. La rue mesure environ 71 mètres et compte une vingtaine d'immeubles d'habitation. Elle applique un sens unique de circulation automobile dans le sens de la montée (Saint-Gilles vers Reynier).

## Architecture
Aux nos 3 et 5, deux maisons jumelles de style éclectique datées de 1913 (sur grands carrés au-dessus des baies d'imposte) possèdent de hauts soubassements en moellons de grès houiller, des façades en brique interrompues par des bandeaux de pierre calcaire et plusieurs carreaux de céramiques sur la partie haute.
Il est à noter que la rue possédait une maison datée de 1678 et placée perpendiculairement à la voirie. Elle a été démolie en 2009, remplacée par les immeubles à appartements situés aux nos 7 et 9.

## Voies adjacentes
- Rue Bassenge
- Rue Saint-Gilles
- Rue Reynier
- Rue Chevaufosse